# 卡爾·馬藍提斯
卡爾·馬藍提斯（英語：Karl Marlantes，1944年12月24日—）是一位美國作家、企業家，畢業於耶魯大學，並取得牛津大學的羅德學者資格。越南戰爭時期曾為美國海軍陸戰隊尉官，並因為率領部隊戰鬥而獲得美國海軍部頒發的最高等級勳章——海軍十字勳章。他的處女作、虛構戰爭小說《馬特洪峰》於2010年出版後曾榮登《紐約時報》暢銷書排行榜前10名。

## 生平
馬藍提斯於奧勒岡州的伐木小鎮——濱海長大，就讀於其父親擔任校長的濱海高中（1963年畢業班）時，當過美式足球隊員和學生會主席，之後贏得了並進入耶魯大學的喬納森·愛德華茲學院，成為校內兄弟會Beta Theta Pi的會員、在橄欖球校隊中擔任邊鋒，並贏得英國牛津大學大學學院的羅德獎學金。
就讀了一個學期後，馬藍提斯志願加入美國海軍陸戰隊現役部隊，並以少尉的身分隨軍遠赴越南參戰，並升為中尉。他在戰鬥役期結束後調回美國，至陸戰隊司令部繼續服役一年。他在陸戰隊生涯中獲得的勳章包括了海軍十字勳章、銅星勳章、兩枚海軍嘉獎勳章、兩枚紫心勳章和10枚航空獎章。退伍之後回到牛津攻讀碩士學位，出社會後赴印度、英國、新加坡及法國等地擔任國際企業顧問。
馬藍提斯花費了30年的時間，使自己的第一部小說《馬特洪峰》成形。出版之後曾被《紐約時報書評》（The New York Times Book Review）作為封面報導主題，並躋身於《紐約時報》暢銷書排行榜達16週之久，該報記者賽巴斯欽·鍾格亦稱《馬特洪峰》一書為「最深切且最強而有力的越戰題材小說之一」。2011年時，此書也得到了華盛頓州書獎的小說類獎。同樣在該年，馬藍提斯也出版了一本紀實類書籍（直譯：參戰的感覺），敘述回歸平民世界後的現代退伍軍人生活，美國媒體人比爾·莫耶斯在2012年7月時採訪了馬藍提斯，順道為《參戰的感覺》一書作宣傳。

## 獲獎

### 文學獎項
- 科爾比獎（英语：William E. Colby Award）（普利茲克軍事圖書館（英语：Pritzker Military Museum & Library））
- 弗萊賀蒂-鄧南首作小說獎（英语：Flaherty-Dunnan First Novel Prize）（小說中心（英语：Center for Fiction））
- 獨立書選大獎（英语：Indies Choice Book Awards）年度成人首作獎（2011年）
- 詹姆斯·韋伯獎傑出小說類（海軍陸戰隊傳統協會（英语：National Museum of the Marine Corps））[24]
- 華盛頓州書獎（英语：Washington State Book Award）小說類（2011年）[21]

### 海軍十字勳章褒揚令
馬藍提斯在越南服役時，因為有次率領連上部下攻擊一座遭到越南人民軍（北越軍）佔領、並擁有碉堡設施的山頭，而獲授海軍十字勳章，以下為表揚狀的內容：
美利堅合眾國總統因海軍陸戰隊預備役中尉卡爾·A·馬藍提斯（軍籍編號：0-103269）於艦隊陸戰隊第三加強師的第四團第一營擔任C連副連長期間，在越南共和國抗敵行動中的超凡英勇之舉，而欣然授其海軍十字勳章。1969年3月1日至6日間，C連參與了一場在岩堆山之北實施的戰鬥行動，遭遇北越軍迫擊砲、火箭推進榴彈、輕兵器及自動步槍攻擊而死傷慘重。馬藍提斯中尉在盡守本分的同時，亦有技巧地組織、重新集結了兩個排所倖存的弟兄，並在3月6日對一座築有森嚴堡壘、由敵軍控制的山頭展開攻擊行動。在馬藍提斯中尉的強力帶領下，部隊得以搶在北越軍驚動、能夠發起頑強抵抗之前，就獲得了攻上山頭、穿越重重敵砲的氣勢與衝勁。最初敵軍能短暫憑藉強勢火力壓制我軍，而馬藍提斯中尉奮然不顧自身安危，衝過敵火掃射範圍以成功奇襲四座碉堡、徹底予以破壞。儘管在交火中嚴重受傷，但他拒絕醫療照護、繼續領導弟兄直到目標拿下、防線建立、其他傷員都得到醫療後送為止。之後，因為知悉連上有作戰經驗之軍官及士官非死即傷，因此又拒絕讓自己送往後方。所有聽命於他的戰友均為其英雄行動及堅定決心所激勵，並且在打擊北越軍、同時令友軍傷亡最小化的關鍵行動中做出了貢獻。馬藍提斯中尉以其勇敢、進取的戰鬥精神及堅定不移的恪守職責，實踐了陸戰隊及美國海軍部隊的最高傳統。
一般命令：部門：美國海軍部授勳委員會
行動日：1969年3月1日至6日
軍種：海軍陸戰隊（預備役）
軍階：中尉
連：C連
營：第1營
團：第4陸戰團
師：艦隊陸戰隊，第3陸戰加強師

## 作品
- 《參戰的感覺（页面存档备份，存于）》，大西洋月刊出版，2011年，ISBN 9780802119926
- 《馬特洪峰（英语：Matterhorn: A Novel of the Vietnam War）》（2010年）